# تانيا بوجوسافليفيتش
تانيا بوجوسافليفيتش مواليد 24 أبريل 1989 في بلغراد، هي لاعبة كرة يد صربية تلعب كظهير. تلعب حاليا في الدوري التركي لكرة اليد للسيدات. مثل منتخب بلادها.